# Plaza Mayor (Medellín)

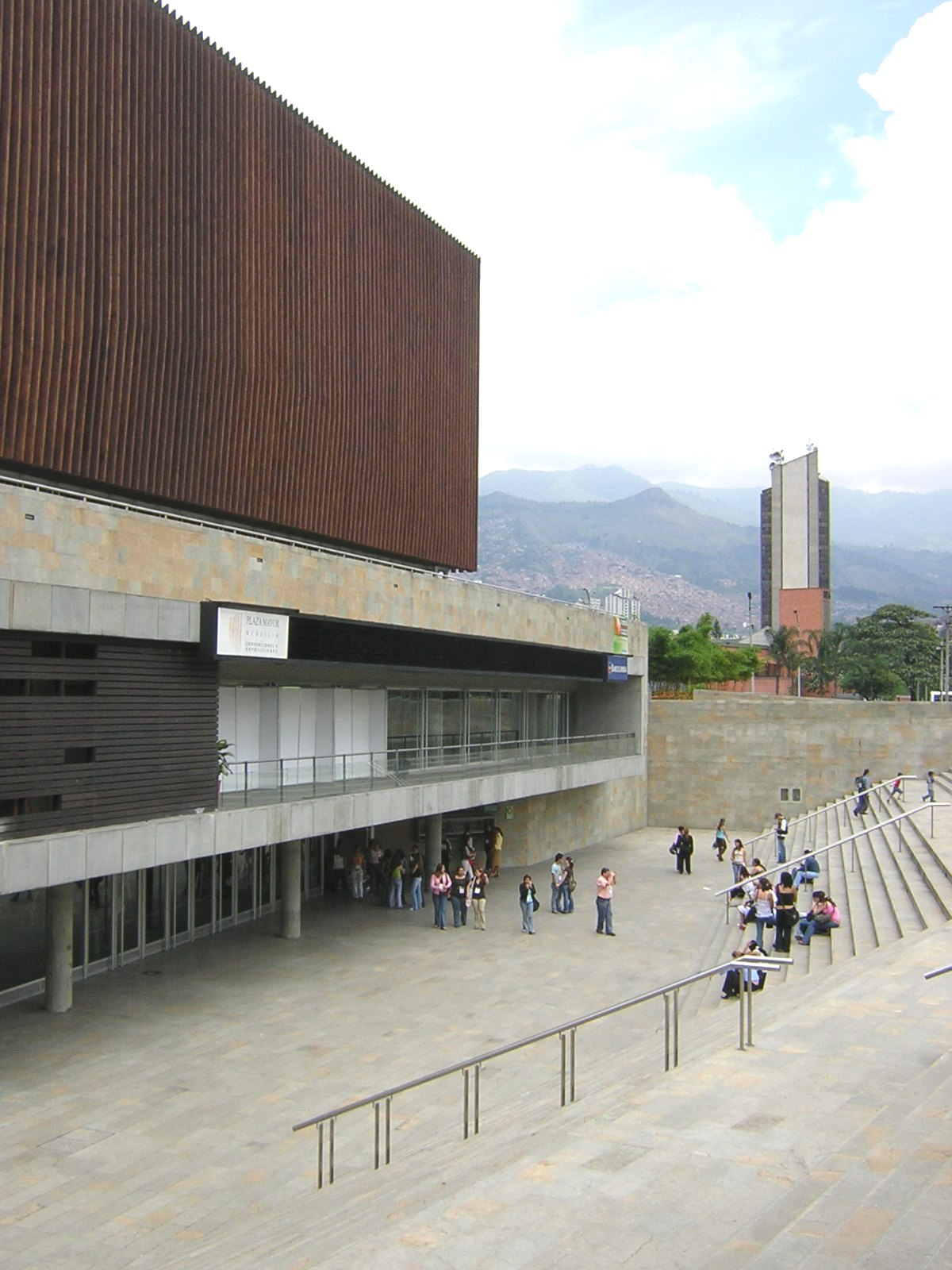
Entrada del Centro de Convenciones.

Plaza Mayor Medellín Convenciones y Exposiciones es el Centro Internacional de Convenciones y Exposiciones de la ciudad colombiana de Medellín. Está ubicado en el sector de la Alpujarra y sus accionistas son la Alcaldía de Medellín, la Cámara de Comercio de Medellín, la Federación Nacional de Cafeteros de Colombia y la Gobernación de Antioquia. 

## Historia
El 31 de mayo de 2002 se constituye una empresa que tenía como fin exhibir fortalezas industriales, comerciales y culturales de la ciudad, convirtiéndose en el motor de desarrollo económico y social. Esa empresa se inaugura el 21 de agosto de 1976 y se conoce con el nombre de “Palacio de Exposiciones y Convenciones de Medellín S.A.”, siendo las primeras ferias efectuadas en este espacio TexModa y Expocamacol. Siendo Alcalde de Medellín don Ignacio Vélez y Escobar.
El Palacio de Exposiciones cuenta con un área de 50.000 m² y una zona cubierta de exposición de 12.000 m² distribuidos en cuatro amplios pabellones unidos por un hall central.
Tiene capacidad para realizar simultáneamente varios eventos independientes.
Este espacio organiza varias ferias y exposiciones. Es socio de Asociación de Ferias Internacionales de América (AFIDA) y sus procesos cumplen la norma NTC-ISO 9001 versión 2000.

## Nace el Centro de Convenciones
Entre 1993 y 2001, las administraciones Departamentales y Municipales concibieron diferentes ideas de Centro de Convenciones, se estudiaron diferentes ubicaciones, logrando que la Federación Nacional de Cafeteros aportara el predio y se consideraron la licencia del World Trade Center y de cadenas hoteleras internacionales.
En el 2001 el Municipio de Medellín, la Federación Nacional de Cafeteros, la Cámara de Comercio de Medellín para Antioquia y el IDEA acordaron aportar recursos físicos y financieros para la construcción del Centro de Convenciones, dando así el primer paso para la consolidación de Plaza Mayor Medellín.
Allí se acordó que el objetivo del proyecto era promover la realización de actividades empresariales y comerciales modernas, generar espacios para la realización de eventos y convenciones con proyección nacional e internacional que complementaran las acciones en materia de competitividad e internacionalización de Medellín y fomentar una cultura ciudadana – Rentabilidad social, bienestar, calidad de vida y construcción de ciudadanía.
En el mismo año se efectuó el concurso arquitectónico, quedando seleccionada la propuesta del Consorcio de Arquitectos Colombianos, Bonilla – Esguerra – Mazzanti.
El 3 de julio de 2003 se inicia la construcción del Recinto de Convenciones a cargo de Conconcreto – Convilla AIA, gracias a los aportes de la Alcaldía de Medellín, la Federación Nacional de Cafeteros de Colombia, la Cámara de Comercio de Medellín para Antioquia y el Instituto de Desarrollo de Antioquia. De forma simultánea se contrata con Corporate la creación de la marca "Plaza Mayor", teniendo como parámetro que este concepto de ciudad mostrará el sitio de fundación de población, un punto de encuentro de la comunidad, el Parque de Banderas y la reunión de personas.

## Unión de ambos recintos: nace Plaza Mayor Medellín Convenciones y Exposiciones

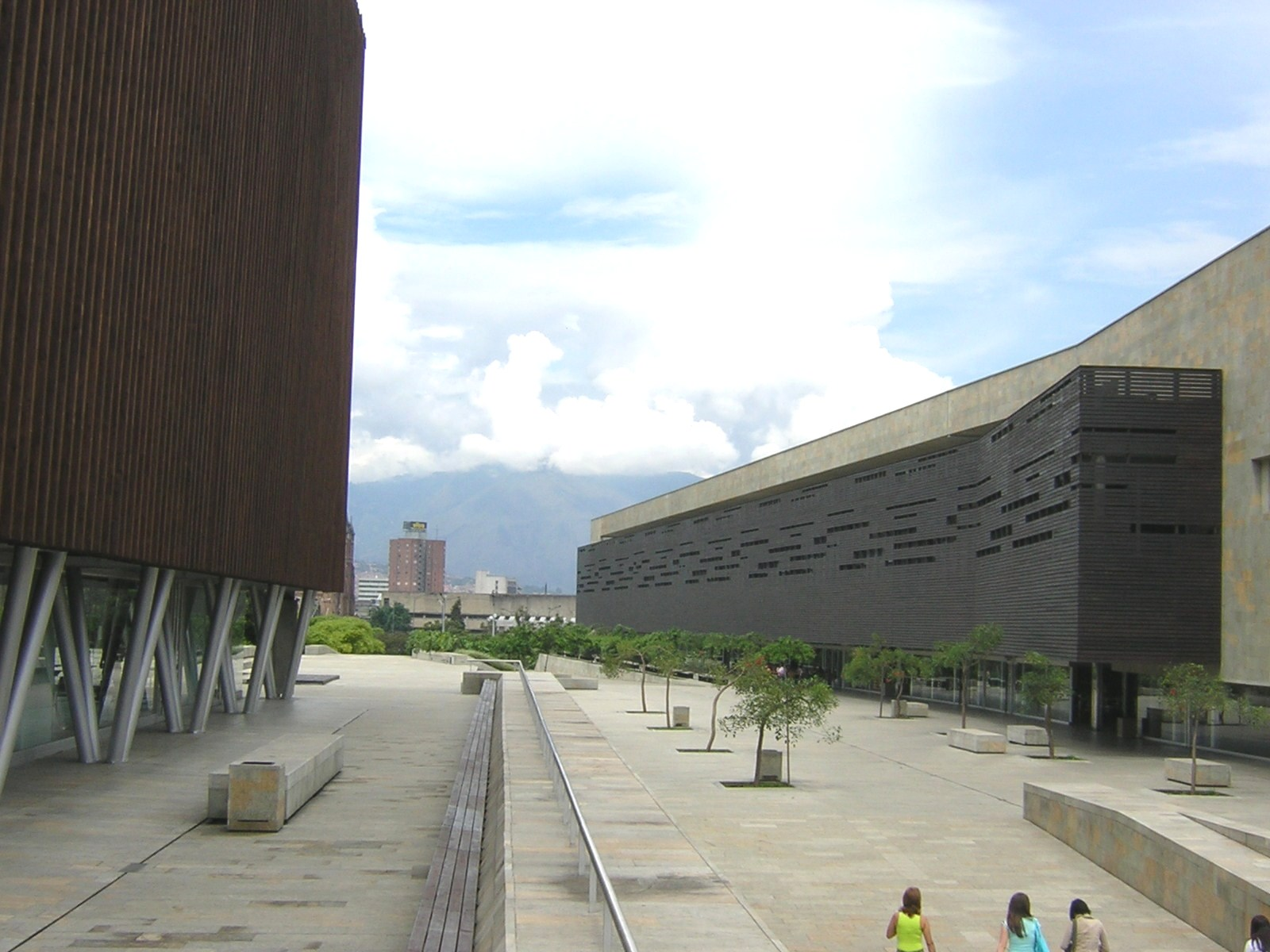
Centro Internacional de Convenciones y Exposiciones "Plaza Mayor", sector Alpujarra.

En marzo de 2006, se realiza la integración del Palacio de Exposiciones y Convenciones de Medellín S.A. y el Centro Internacional de Convenciones Ltda. Con esto nace Plaza Mayor Medellín S.A., que busca consolidar a Medellín como destino turístico de negocios, ferias y convenciones, ya que desde los años 90 hasta hoy todas las administraciones municipales y departamentales han trabajado en esa dirección.
Plaza Mayor ha albergado eventos nacionales e internacionales tales como la Asamblea General de la OEA, la Asamblea General del BID, Colombiamoda, Colombiatex, Expocamacol y Feria de las Ruedas. Haciendo todo esto de la ciudad un foco de atracción en aspectos de economía, negocios y turismo de todos los órdenes, entre los cuales se encuentra el turismo médico.[cita requerida]